# Acron
L'acron è il primo segmento del capo degli Artropodi, seguito da un numero vario di metameri fusi fra di loro a seconda dell'ordine di appartenenza. Secondo alcuni autori proprio perché precede i metameri andrebbe considerato come struttura presegmentale a sé stante.
Il termine deriva dal greco ὰκρον, àkron, cioè sommità, capo, punta, chiamata così proprio per la posizione che occupa.
Questo segmento è la sede dei vari tipi di occhi e del protocerebro comune a tutti gli ordini di Artropodi. Notevole è il fatto che questa struttura sia rimasta pressoché inalterata nel corso di centinaia di milioni di anni; a partire dai trilobiti e forse anche prima questa suddivisione segmentale ha subito poche modifiche, a riprova di un duraturo successo evolutivo.